# Phêrô Đinh Văn Dũng
Phêrô Đinh Văn Dũng là một ngư phủ tử vì đạo dưới triều vua Tự Đức, được Giáo hội Công giáo Rôma phong Hiển Thánh vào năm 1988.
Ông sinh năm 1800 thuộc giáo xứ Trung Đồng, Kẻ Mèn, Giáo phận Trung Đàng Ngoài, nay thuộc xã Nam Trung, huyện Tiền Hải, tỉnh Thái Bình, thuộc Giáo phận Thái Bình, làm nghề đánh cá. Tháng 8 năm 1861 với chiếu chỉ phân sáp của vua Tự Đức, việc bách hại đạo gia tăng, không những quân lính truy lùng các thừa sai, giám mục, linh mục, thày giảng, mà còn cưỡng ép mọi giáo hữu đều phải chối đạo và bước qua Thánh Giá, khắc trên má hai chữ "Tả Đạo"  và chia vào các làng không có đạo. Mùa xuân năm 1862, quan quân đi bắt đạo ở làng Đông Phú, ông bị bắt giải về phủ rồi đưa đi đày ở làng Ngọc Chí, rồi chuyển sang làng lương giáo Lương Mỹ, huyện Quỳnh Côi. Ông từng nhiều lần bị ép chà đạp Thánh Giá nhưng vẫn không khuất phục. Ông bị nhốt vào cũi tre và bị thiêu sống ngày 6 tháng 6 năm 1862 tại Nam Định. Thi thể được chôn cất tại pháp trường, sau cải táng tại sân nhà thờ giáo xứ Đông Phú.